# Sukananti (Kedurang)
Sukananti is een bestuurslaag in het regentschap Bengkulu Selatan van de provincie Bengkulu, Indonesië. Sukananti telt 409 inwoners (volkstelling 2010).